# Canard (Nouvelle-Écosse)
Pour les articles homonymes, voir Canard (homonymie).
Canard est un village canadien de la Nouvelle-Écosse. Il fait légalement partie du comté de Kings.

## Géographie
Canard est situé à l'entrée est de la vallée d'Annapolis, dans la région des Mines. Le village s'étend sur la rive nord de la rivière Canard, de son embouchure dans le bassin des Mines jusqu'au village de Chipmans Corner, environ 9 kilomètres plus loin. Il y a trois quartiers. Canard au centre, Haut-Canard à l'ouest et Bas-Canard à l'est.

## Histoire
L'ancien village de Rivière-aux-Canards était situé à cet emplacement en 1755, mais fut incendié par les Anglais lors de la déportation des Acadiens. Il y avait apparemment une très belle église appelée Église Saint-Joseph qui fut aussi incendiée. En 1760, des Planters de la Nouvelle-Angleterre s'établirent et renommèrent l'endroit Canard. Le village, comme toute sa région, a ensuite connu un développement important.